# ヌーサ国立公園
ヌーサ国立公園（-こくりつこうえん）はオーストラリア・クイーンズランド州にある国立公園の一つ。ブリスベンから北へ160kmほど、サンシャイン・コーストの海岸線沿いのヌーサにある国立公園である。

## 概要
ヌーサ国立公園は北部はヌーサ川、南部はクーラム・ビーチまでの地域にある。この国立公園には年間約150万人もの観光客が訪れる。ヌーサ・ヘッドランド地区、ペリージャン地区、エミュー・マウンテン地区、イースト・ウェイバ地区の4地区に分かれる。
国立公園の付近には雨林、塩湖、淡水湖、ヒース、沼と海岸砂丘があるのに対し、西側の内陸部は山岳地帯で、クーロイ山、クールーラ山、クーラン山などの残丘がある。

### ヌーサ・ヘッドランド地区
ヌーサ・ヘッドランド地区は国立公園の中で最も北に位置する地域である。ヌーサの観光拠点であるヌーサ・ヘッヅの東にあり、海岸沿いは海水浴やサーフィンを楽しむ観光客が多く訪れる地区でもある。またブッシュウォーキングなどを楽しむ観光客が多い。太平洋に面したアレクサンドリア・ベイはヌーディストビーチである。
国立公園のインフォメーションセンターが、この地区にある。

## 自然
国立公園一帯の植生は主にユーカリの林とコバノブラシノキ属である。
国立公園内にはコアラ、ミズネズミモドキが生息している。コアジサシ、テリクロオウムなどをはじめとする希少な鳥類を含め、200種以上の鳥類が生息する。
また、6月から10月の期間は、沖を回遊するザトウクジラを、ヌーサ・ヘッドランド地区のドルフィン・ポイントやヘルズ・ゲイトなどの展望台、岬から観察することが出来る。
2007年にこの国立公園を含む87,593 haの地域はユネスコの生物圏保護区に指定された。